# Guerras de religión de Francia
Las guerras de religión de Francia fueron una serie de enfrentamientos civiles que se desarrollaron en el reino de Francia y en el reino de Navarra durante la segunda mitad del siglo XVI. Se distinguen hasta ocho guerras distintas acontecidas entre 1562 y 1598, si bien la violencia fue constante durante todo el periodo.
El detonante de las guerras de religión fueron las disputas religiosas entre católicos y protestantes calvinistas, conocidos como hugonotes, exacerbadas por las disputas entre las casas nobiliarias que abanderaron estas facciones religiosas, en especial los Borbón y los Guisa.
Por añadidura, la guerra civil francesa tuvo dimensiones internacionales, implicando en la lucha a la potencia protestante del momento, la Inglaterra de Isabel I, con la máxima defensora del catolicismo y mayor potencia de la época, la España de Felipe II. Debido a ello, el conflicto influyó de manera determinante en el éxito de la rebelión de las Provincias Unidas contra el dominio español y en la expansión de las confesiones protestantes en el Sacro Imperio Romano Germánico, regido por el tío de Felipe II, el emperador Fernando I de Habsburgo.
El conflicto acabó con la extinción de la dinastía Valois-Angulema y el ascenso al poder de Enrique IV de Borbón, que tras su conversión al catolicismo promulgó el Edicto de Nantes en 1598, garantizando una cierta tolerancia religiosa hacia los protestantes.
Sin embargo, los conflictos entre la Corona y los hugonotes se reavivaron periódicamente, hasta que el nieto de Enrique IV, Luis XIV, revocó tal tolerancia con el Edicto de Fontainebleau de 1685, proscribiendo toda religión excepto la católica, lo que provocó el exilio de más de 200 000 hugonotes.

## Causas del conflicto

### La discordia religiosa
Desde finales del siglo XIV, y en especial con el Renacimiento, se había ido desarrollando una corriente reformista que cuestionaba los tradicionales principios de la religión católica, así como la autoridad de la Iglesia de Roma, su relación con los poderes seculares y la riqueza, influencia política y privilegios acumulados por el clero.
Las discordias empiezan entre los años 1540 y 1550 debido a destrucciones iconoclastas cometidas por protestantes de objetos del ritual romano que los católicos consideraban sagrados: reliquias, custodias y estatuas de santos.[cita requerida] A finales del reinado de Enrique II, el conflicto se politiza y al morir el rey en 1559, los partidos religiosos se organizan para preparar sus estructuras militares. Las guerras de religión comienzan en 1562 y prosiguen, con intervalos de paz, hasta 1598, al promulgarse el Edicto de Nantes.
Estos disturbios religiosos resultan especialmente difíciles de estudiar por su complejidad. A las diferencias religiosas se superponen enfrentamientos políticos, luchas sociales, divergencias culturales y, por último, un contexto europeo tenso.

### Debilitamiento del poder real
A finales del siglo XV y principios del XVI, la monarquía francesa había ampliado extraordinariamente las bases de su poder territorial, financiero, económico y militar, estableciendo un gobierno hasta cierto punto centralizado. El equilibrio entre nobleza y monarquía se mantuvo durante los reinados de Francisco I y Enrique II, que se apoyaron en la nobleza para poder gobernar, buscando su consejo y auxilio, pero sin dejarse dominar y sin tolerar ninguna oposición a su poder.
Una nueva alta nobleza había prosperado al amparo de la monarquía tras la desaparición de los grandes ducados de Borgoña y Bretaña. Las familias nobiliarias más importantes del momento eran los Guisa, los Borbón y los Montmorency, que se enfrentarán entre sí a lo largo de las guerras de religión. Estas tres grandes familias ejercían el control del gobierno central, a través del favor del Rey, y el gobierno local, por medio de una red de clientelas.
Ese equilibrio se rompió al morir Enrique II en 1559. Al ser los reyes Francisco II y Carlos IX demasiado incapaces o demasiado jóvenes para reinar, la competencia de la nobleza por el favor del rey se convirtió en una lucha por controlar el poder real.
Por otra parte, los intentos de la reina madre Catalina de Médici y su canciller Michel de L'Hospital por crear una verdadera administración profesional propia de la Corona, integrada por miembros de la burguesía y la baja nobleza, provocaron el descontento de la alta nobleza, ante lo que entendía como una marginación en su tradicional función asesora. El intento de capear la situación y mantener la continuidad del Estado por medio de la tolerancia religiosa solo provocó que ambas facciones se sintieran agraviadas con la actuación de la Corona. Todo ello se combinó con la desunión religiosa en un movimiento que haría tambalear la monarquía y sumiría al país en un largo periodo de luchas intestinas.
El resultado inmediato fue la ruptura del equilibrio del poder político, ya que la casa Montmorency, opuesta de antemano a la política real, se encontraba firmemente unida entre sí y con otros grupos por la religión, lo que hizo posible la formación de verdaderos partidos políticos, tan poderosos que llegaron a tomar el poder. La explicación de por qué estas guerras en Francia se alargaron 36 años, reside precisamente en la transformación de las confesiones en partidos: el Partido Hugonote y la Liga Católica.
El primero aparece como consecuencia de la politización de la Iglesia Reformada, y en defensa de su fe escogida frente a los intentos católicos de frenar su expansión, y la segunda como reacción a los éxitos y excesos de los hugonotes, ya en plena lucha por el poder entre la casa de Borbón y la casa de Guisa-Lorena.
A lo largo de las guerras de religión, la monarquía, cuya existencia nunca llegó a ser cuestionada, perdió el control de la situación y se vio incapaz de reprimir o poner fin a la lucha de partidos, resultando vanos los esfuerzos desplegados por los dos últimos Valois (Carlos IX, Enrique III y su madre Catalina de Médici) para preservar el poder real ante el colapso del orden político.
Por último, cabe destacar la amplia participación social, pues las guerras de religión implicaron a todos los estratos sociales, desde las élites a las masas populares. Todo ello refleja una masiva reacción social al progreso de la construcción del Estado autoritario y unificado, intentando los rebeldes restaurar y revitalizar antiguas instituciones o proyectar otras nuevas.
La insubordinación de los franceses toma como modelo el comportamiento de príncipes y grandes señores, que se alzan en armas sin permiso del monarca. El feudalismo que aún se vive en Francia, queda de manifiesto con la progresiva autonomía de los señores y de sus partidarios. La convocatoria de los Estados Generales, que se llevó a cabo 35 veces durante las guerras de religión, da testimonio patente del debilitamiento de la autoridad real. Los reyes necesitaban el apoyo de sus súbditos para poder adoptar decisiones que se respetaran; llegó a cuestionarse incluso el poder real, por aquellos que también deseaban que el rey se plegara a la voluntad de estos órganos consultivos.

### Principales protagonistas

#### Los Valois-Angulema
La casa real gobernante en Francia era una rama menor de la dinastía Valois, la que era a su vez una rama menor de los Capeto. Estaba formada por la reina madre Catalina de Médici, viuda de Enrique II, sus hijos (Francisco II, Carlos IX, Enrique III y Francisco de Alençon) e hijas (Isabel, Claudia y Margot o Margarita).

#### Los Borbón

Borbón.

Descendientes directos San Luis IX, los Borbones eran príncipes de sangre y herederos de los Valois. Se hallaban divididos entre católicos y protestantes, y tendrán dificultades para encumbrar a un verdadero jefe. Luis de Condé y su hijo Enrique de Condé, Antonio de Borbón y su hijo Enrique IV abanderan la causa de los hugonotes, frente al cardenal de Borbón. Finalmente, Enrique IV conseguiría imponerse con dificultades, y a la muerte de Enrique III asumiría la corona de Francia.

#### Los Guisa

Guisa.

Primos del duque Carlos III de Lorena, ascendieron políticamente gracias a Claudio y Francisco de Lorena (los dos primeros duques de Guisa) y al matrimonio de María de Guisa con Jacobo V de Escocia, del que nació María Estuardo, reina de Escocia y esposa de Francisco II. Pertenecieron también a la familia el cardenal de Lorena, el duque Enrique de Guisa y Carlos de Mayena.
Los Guisa lideraron al catolicismo francés, fueron inmensamente populares y sirvieron de apoyo a la tambaleante dinastía Valois, y aunque a causa de su intransigencia la reina madre los marginó ocasionalmente, regresaron de modo triunfal a la primera fila política gracias a su popularidad y al apoyo de España.
El rey Enrique III trató de librarse de las injerencias de los Guisa asesinándolos, pero solo logró ganarse el desprecio universal de los católicos. En 1588 la Liga Católica tomó París y expulsó al Rey, que se entregó a los protestantes y fue finalmente asesinado por un fanático católico. A pesar de su derrota y de su sometimiento final a Enrique IV, gozaban del suficiente poder como para que el rey prefiriera pactar con ellos a destruirlos.

#### Los Montmorency

Montmorency

Una de las familias con más abolengo y poder de Francia. El condestable Anne de Montmorency fue engrandecido por Francisco I, que lo nombró duque y condestable. Aunque perdió posteriormente el favor de este rey, ejerció una gran influencia sobre Enrique II, obteniendo una inmensa fortuna. En esta familia se encuentran Francisco de Montmorency y los hermanos Châtillon: el cardenal de Châtillon François d'Andelot y Gaspar II de Coligny. Divididos entre católicos y protestantes, los Montmorency se unieron contra la creciente influencia de sus rivales los Guisa. Su pugna por el poder hizo que la primera fase de las guerras de religión fuera en buena medida una guerra privada entre ambas familias.
Los Montmorency fueron los grandes perdedores del conflicto, ya que casi todos sus miembros murieron en combate, asesinados, encarcelados o exiliados. Resurgieron junto a Enrique IV de Borbón, con Enrique de Montmorency-Damville.

### La implicación de los países vecinos
Las guerras de religión en Francia son también la consecuencia de la intervención de países vecinos que tratan de debilitarla. Al ser derrotada Francia en la Batalla de San Quintín en 1557 y firmar el Tratado de Cateau-Cambrésis, ve perder su hegemonía en beneficio de España, vencedora en dicha batalla. Sin embargo, y a pesar de su declive durante la segunda mitad del siglo XVI, Francia continuará siendo una gran potencia europea. La reina de Inglaterra Isabel I interviene en apoyo de los protestantes, y el rey de España, Felipe II, apoyará al clan de los Guisa, católicos intransigentes. Durante las guerras de religión, Francia estará dividida, pues, en dos facciones apoyadas financiera y militarmente por potencias extranjeras. Durante los años 1580, Inglaterra y España se enfrentarán utilizando Francia como escenario.
Pero hay también reivindicaciones territoriales. Inglaterra desea recuperar Calais, perdida en 1558, y España intenta recuperar la parte septentrional de Navarra. Por su parte, Saboya, aliada a España, quiere recuperar las ciudades italianas ocupadas por Francia tras las guerras de Italia.
Las guerras de religión en Francia dependen mucho del contexto europeo. Esto es especialmente significativo en el caso de los Países Bajos españoles, en los que los disturbios políticos y religiosos se acentúan a partir de 1566. La guerra en Flandes repercute automáticamente en los conflictos franceses y viceversa.
También el rey de Francia recurre a ejércitos extranjeros para restablecer su autoridad. Recurre a contingentes suizos e italianos, enviados por el Papa. Ambos bandos recurren a los reiters alemanes. Los españoles utilizan asimismo tropas flamencas.

## Los orígenes del conflicto

### Prolegómenos

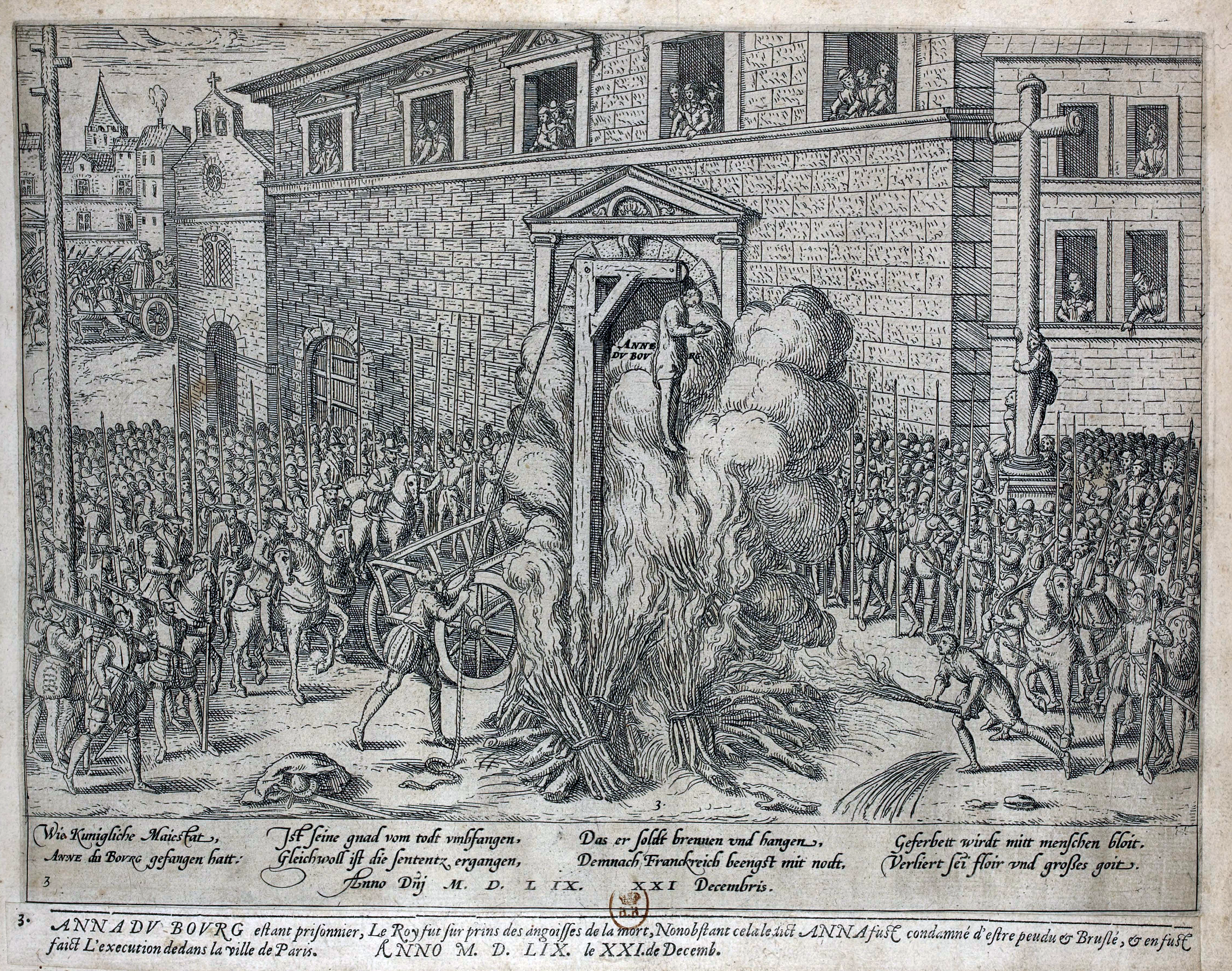
La ejecución del magistrado Anne du Bourg, que había criticado con dureza a Enrique II por su represión religiosa.

Los primeros problemas religiosos aparecieron bajo el reinado de Francisco I (1515-1547). Motivos puramente religiosos aparte, el rey de Francia creía que la doctrina protestante era nefasta para su autoridad. Se opuso categóricamente a estos cuando se producen las primeras agresiones iconoclastas a imágenes y reliquias religiosas. A partir del Asunto de los Pasquines, que consistió en que los hugonotes pusieron carteles propagandísticos por todo el país, llegando incluso al dormitorio del rey, en la noche del 17 al 18 de octubre de 1534 comenzó la persecución de los protestantes, publicándose los primeros edictos condenatorios y produciéndose en 1545 la masacre de Mérindol.
Fue durante el reinado de su hijo Enrique II (1547-1559) cuando las tensiones religiosas aumentaron peligrosamente. Más intolerante aún que su padre, Enrique II acosó sin tregua a los herejes. Multiplicó los edictos y creó los tribunales conocidos como "cámaras ardientes" para condenarlos a la hoguera. A pesar de esa persecución, este es también el momento de mayor auge del protestantismo. Bajo la dirección de inteligentes líderes, como Juan Calvino, el protestantismo fue ganando adeptos. Los entornos urbanos (artesanos y burgueses) y la nobleza fueron el terreno más propicio para su crecimiento. Su dinamismo y su éxito provocaron el odio feroz entre los católicos más fervientes. Ambas confesiones se consideraban en posesión de la verdad acerca de la fe. El país estaba al borde de una crisis religiosa, y solo la fuerte autoridad del Rey hizo que Francia permaneciera unida durante sus guerras contra España. La trágica muerte de Enrique II a raíz de un accidente durante un torneo, en 1559, abrió un período de incertidumbre.

### El reinado de Francisco II (1559-1560)

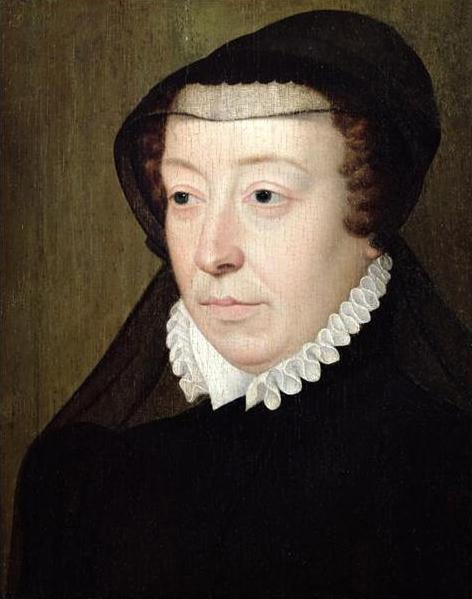
Catalina de Médici

El primogénito de Enrique II de Francia y de Catalina de Médici sucedió a su padre a los 16 años. Aunque era mayor de edad y podía reinar, abandonó el gobierno en manos de los tíos de su esposa María Estuardo, los hermanos Guisa, abanderados del catolicismo. Los Guisa ocuparon las mejores estancias del palacio del Louvre, teniendo así el control y el acceso a la persona del Rey. Con la Hacienda arruinada por las sucesivas derrotas ante las armas españolas y la Corona tambaleante, la reina viuda Catalina decidió apoyarse en los Guisa, que rápidamente coparon los puestos clave. El duque Francisco I recibió el mando de los ejércitos, y su hermano Carlos, cardenal de Lorena, dispuso de las finanzas y de los asuntos de la Iglesia. Con objeto de sanear la Hacienda regia, el gasto público fue drásticamente recortado, lo que generó numerosas protestas, que fueron duramente reprimidas.
Roto el delicado equilibrio existente, las rivalidades entre la alta nobleza se acentuaron, pero los Montmorency fueron apaciguados, al menos temporalmente, al garantizárseles sus cargos y privilegios.
Por su parte, la Casa de Borbón, la más encumbrada del reino, estaba deseosa de recuperar su preponderancia, perdida tras la ruptura entre Francisco I y el Condestable de Borbón en 1523. En su condición de príncipes de sangre real, los Borbones hubieran debido ostentar la presidencia del Consejo Real, pero el Cardenal de Lorena se hizo con el control del mismo. Antonio de Borbón, rey de Navarra (entiéndase: de la Navarra francesa, al norte de los Pirineos, ya que el reino había sido anexionado por Fernando II de Aragón, con menos derecho, aunque después lo confirmaron las Cortes en las que no estuvieron presentes sus opositores, cuando Carlos I, siguiendo las recomendaciones del Duque de Alba, que los consideraba indefendibles, abandonó dichos territorios), fue neutralizado al despacharlo a España para acompañar a Isabel de Valois hasta la residencia de su esposo Felipe II, tras su boda por poderes en París, en la que estuvo representado por el duque de Alba.
La persecución religiosa iniciada por el cardenal de Lorena, que además era gran inquisidor de Francia, agravó el problema religioso, y a pesar de los intentos mediadores de la reina Catalina, los calvinistas buscaron protección y liderazgo en la persona de Luis de Borbón, príncipe de Condé, hermano de Antonio de Borbón, que en su condición de segundón estimaba que la causa religiosa podría permitirle ascender a la cumbre del poder.
El resultado de todo ello fue la Conspiración de Amboise en 1560, el primer incidente grave de las guerras de religión, que tenía por objeto hacerse con la persona del Rey y sustraerlo a la influencia de los hermanos Guisa, que serían apartados del poder y procesados. Sin embargo, para evitar implicarse directamente en el complot, Condé dejó la ejecución del plan en manos de un noble menor, el Señor de la Renaudie, cuya incompetencia resultó en el descubrimiento del complot. El rey se trasladó a la fortaleza de Amboise, y los conspiradores fueron capturados y ejecutados.
Pronto quedó claro que lo único que quería un importante sector de los hugonotes era acabar con los Guisa, y que quedarían apaciguados si estos eran sustituidos por un Consejo Real dirigido por los Borbones. Se entablaron conversaciones, y en torno a la reina madre y el canciller Michel de L’Hospital surgió un partido “político” en la Corte, cuyo objetivo era lograr una solución pacífica al problema religioso y el restablecimiento de la supremacía regia. La asamblea reunida a instancias de Catalina en Fontainebleau, en agosto de 1560, fortaleció la posición de la reina madre, pero fue incapaz de acabar con el predominio de los Guisa.

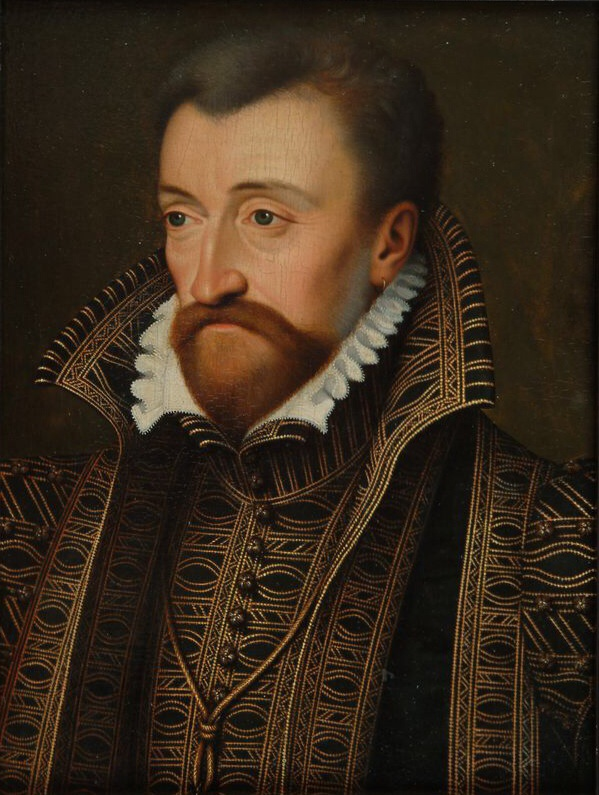
Antonio de Borbón, rey de Navarra.

Ante la imposibilidad de eliminar a los Guisa, los Borbones se inclinaron hacia el calvinismo. Pesó también en la decisión el objetivo de conquistar Navarra, cuya corona pretendían, a la catolicísima España. Manteniéndose en la ortodoxia católica, y con los Guisa en el poder, la ruptura con España era imposible. Por su parte, los Montmorency favorecían los disturbios, aunque no estuvieran aliados con los Borbones. Los hugonotes se prepararon así para la guerra, atacando importantes ciudades del sur y el suroeste francés. La guerra civil parecía inminente cuando la reina madre convocó a Condé y a Antonio de Borbón a Orleáns para responder por su leva militar ilegal. Acobardado, el rey de Navarra obedeció, con lo que Condé fue arrestado, juzgado y condenado a muerte por los Guisa.
La situación parecía estar en punto muerto cuando Francisco II, tras 16 meses de reinado, cayó gravemente enfermo en noviembre de 1560, poco antes de producirse la reunión de los Estados Generales en Orleáns. Catalina aprovechó la ocasión para reconciliar a sus enemigos, perdonando a los Borbones y ofreciéndoles una posición de privilegio. A cambio obtuvo la regencia de su hijo Carlos, y garantizó a los Guisa que no serían castigados por sus excesos. Francisco murió el 5 de diciembre, con lo que María Estuardo regresó a Escocia, y Catalina se convirtió en reina regente, tras haber neutralizado y reconciliado, al menos nominalmente, a las casas de Borbón y Guisa.

### El reinado de Carlos IX (1560-1574)

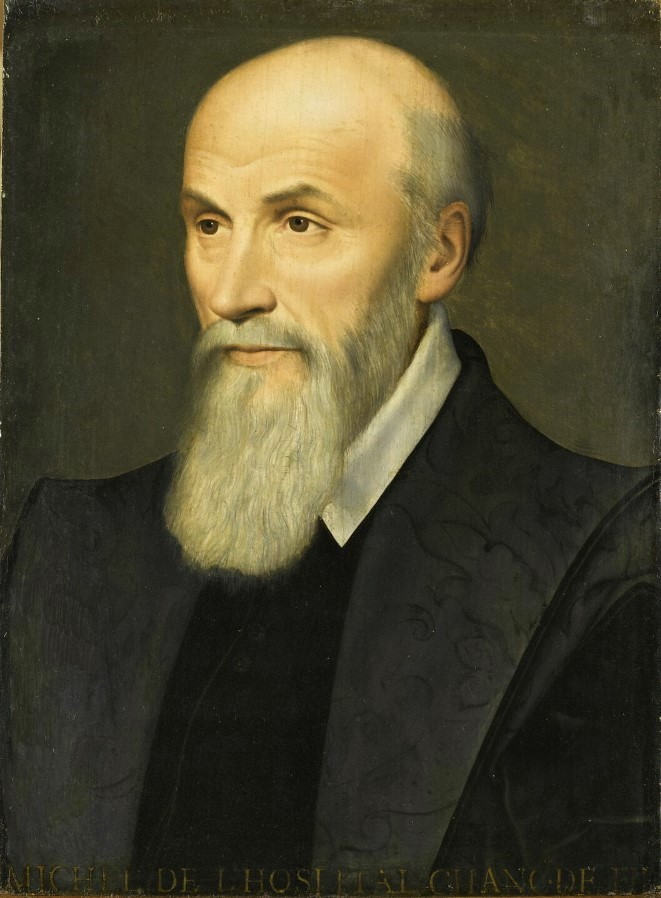
Michel de L'Hospital

Catalina de Medici, convertida de facto en gobernante del reino, se aplicó a la tarea de intentar acabar con las divisiones internas, asegurar la autoridad real y restaurar el poderío de la monarquía francesa. Carlos IX contaba 10 años de edad, con lo que la reina disponía de un mínimo de 4 años para llevar a cabo sus planes. En primer lugar, a Antonio de Borbón se le nombró teniente general del reino y Condé fue puesto en libertad. El Cardenal de Lorena fue separado del poder, pero Francisco de Guisa fue confirmado en la jefatura del ejército. Por su parte, los Montmorency decidieron que podrían prosperar en el nuevo reinado. Así, la Casa Real y las principales familias de la nobleza lograron presentar un frente unido en los Estados Generales convocados en diciembre de 1560. No se logró resolver la desesperante falta de ingresos de la Hacienda, pero sí acabar con los abusos judiciales, eliminar aduanas internas y unificar pesos y medidas. Asimismo, se acordó la reunión de los Estados al menos una vez cada cinco años.
La reina tampoco logró unir al dividido reino. La política de tolerancia esbozada por el canciller Michel de L'Hospital alteró la situación. El edicto de Ramoritin (enero de 1560), que pretendía aliviar la situación de los protestantes, no entró en vigor, y la política conciliadora de Catalina solo sirvió para hacerla parecer débil a los ojos de los calvinistas, que exigían más y más concesiones, y para alarmar a los católicos, cada vez más hostiles con ella y con los reformados. Así, los Guisa se unieron a los Montmorency y al mariscal de Saint-André en abril de 1561, apoyados por España, para preservar la fe católica y emprender una cruzada contra el protestantismo. Por entonces, el calvinismo estaba en su apogeo: tenía más de dos millones de adeptos, cada vez más politizados, irritados y violentos. La situación empeoró a los ojos de los católicos cuando, tras la reunión de los Estados Generales en Pontoise, se reclamó la libertad religiosa, la confiscación de los bienes eclesiásticos y la instauración de altas contribuciones para el clero. El intento de negociación, conocido como coloquio de Poissy, generó aún más división y descontento, desembocando en nuevos disturbios en París y el sur de Francia. Católicos y protestantes se armaron, y la violencia se multiplicó por todo el reino.
El resultado fue que Catalina de Médici promulgó el Edicto de Saint-Germain (17 de enero de 1562), un último intento de solución pacífica a la discordia religiosa. Se permitía a los hugonotes practicar su culto fuera de las ciudades y en sus casas particulares. Además podían reunirse en sínodos, previa autorización real. Los ministros reformados eran reconocidos y, por último, los hugonotes podían constituir también corporaciones religiosas. Respecto a los nobles, se les permitía absoluta libertad de conciencia. Pero la tolerancia civil instaurada por la reina produjo el efecto contrario al que se buscaba. Los protestantes rechazaban una ciudadanía de segunda clase, los católicos estaban furiosos y el Parlamento se negó a ratificarlo. Presionado, Antonio de Borbón se decidió abandonar el protestantismo y unirse a los Guisa y los Montmorency.
El 18 de marzo, el duque de Guisa y sus hombres dieron muerte en circunstancias oscuras a 23 protestantes reunidos en una granja para celebrar el culto. Fue la llamada matanza de Wassy. Al regresar a París, el duque fue recibido como un héroe por el pueblo, que pedía una cruzada contra los hugonotes. La reina Catalina llevó a cabo un último intento para mantener la paz, pero el duque presionó a la regente al aparecer con sus tropas en Fontainebleau, donde se encontraba la Corte. El joven rey y su madre fueron forzados a seguirle a París con la excusa de protegerles de los protestantes, obligándoles de ese modo a tomar partido por los católicos. En Sens un centenar de calvinistas fueron degollados. En París, fueron saqueadas las casas de los hugonotes ricos. En Tours se tuvo encerrados a los protestantes tres días sin darles de comer, luego fueron llevados a orillas del Loira y asesinados. Por su parte, Condé abandonó la capital, uniendo fuerzas con Coligny y se puso a la cabeza de los calvinistas, apoderándose de la ciudad de Orleáns. Los hugonotes en armas proclamaron su lealtad al Rey, afirmando que tan solo pretendían librarse de los Guisa y hacer respetar el edicto que les concedía la libertad de su culto. Degollaron a algunos católicos, sobre todo sacerdotes, saquearon las iglesias y destruyeron los altares, los crucifijos, los ornamentos, las reliquias, los cuadros y las estatuas de los santos que denominaban ídolos, lo cual parecía entonces un crimen peor que el asesinato. Las guerras de religión habían comenzado.

## El conflicto

### La ofensiva protestante (1560-1570)
En la primera fase de las guerras, el protestantismo fue ganando fuerza entre la nobleza y en las ciudades. El creciente número de adeptos desencadenó en los protestantes un impulso entusiasta que les llevó a creer en la posibilidad de convertir a todo el país. Tras varios enfrentamientos, la Matanza de San Bartolomé en 1572 cortó drásticamente el desarrollo del movimiento y puso fin definitivamente a las ilusiones de los protestantes.

#### Primera guerra de religión (1562-1563)

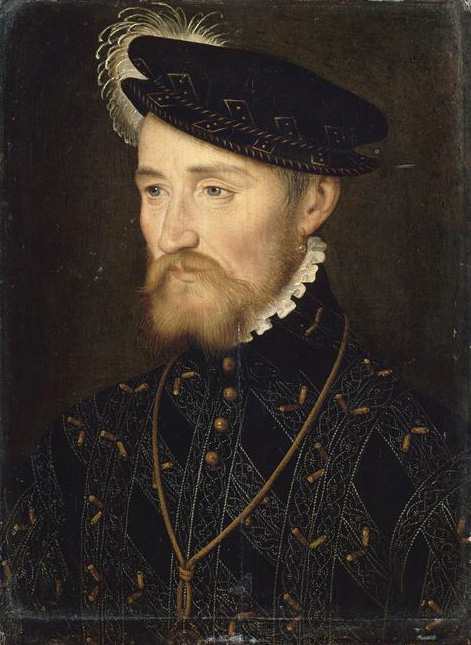
Francisco de Guisa

Nada más empezar la guerra, los hugonotes pidieron ayuda a Ginebra, Inglaterra y a los príncipes protestantes del Sacro Imperio, mientras que la reina y sus nobles hicieron lo propio con España y los Estados italianos. Por el tratado de Hampton Court, Condé consiguió el apoyo de la reina de Inglaterra, en tanto que Felipe II envió a sus tropas a luchar por los realistas.
Hubo varios escenarios en esta primera guerra. El más importante fue el que se desarrolló en torno al Loira y en Normandía. La segunda zona de combate se situó en el sureste, en especial en Languedoc, y la tercera zona de combate se desarrolla en el suroeste, donde Blas de Montluc reprimió implacablemente a los protestantes, a los que derrotó en la batalla de Vergt. En medio de las terribles crueldades de ambos bandos, al cabo de un mes los calvinistas consiguieron apoderarse de una gran cantidad de ciudades, algunas muy importantes, como Lyon, Orleáns o Ruan, la segunda ciudad del país. En cada conquista, los protestantes saqueaban y destruían las iglesias. Los católicos sufrieron enormes pérdidas, pero los hugonotes no lograron apoderarse de Toulouse ni Burdeos, y pronto las fuerzas realistas tomaron la ofensiva, comenzando una larga campaña de asedios para tratar de recuperar las ciudades perdidas. Una a una fueron recuperadas Tours, Poitiers, Angers y Bourges. Finalmente, en el asedio de Ruan murió Antonio de Borbón, dejando por heredero a su joven hijo Enrique, que sería educado por Juana de Navarra en el calvinismo.
La batalla de Dreux (19 de diciembre de 1562) dio ventaja al ejército real. Condé fue hecho prisionero, pero el bando católico también sufrió la muerte del Mariscal de Saint-André y la captura del condestable Anne de Montmorency. El duque Francisco de Guisa falleció asimismo al cabo de un par de meses, asesinado en febrero de 1563, durante el sitio de Orleáns, al parecer a instancias de Coligny, lo que daría inicio al amargo deseo de venganza de los Guisa.

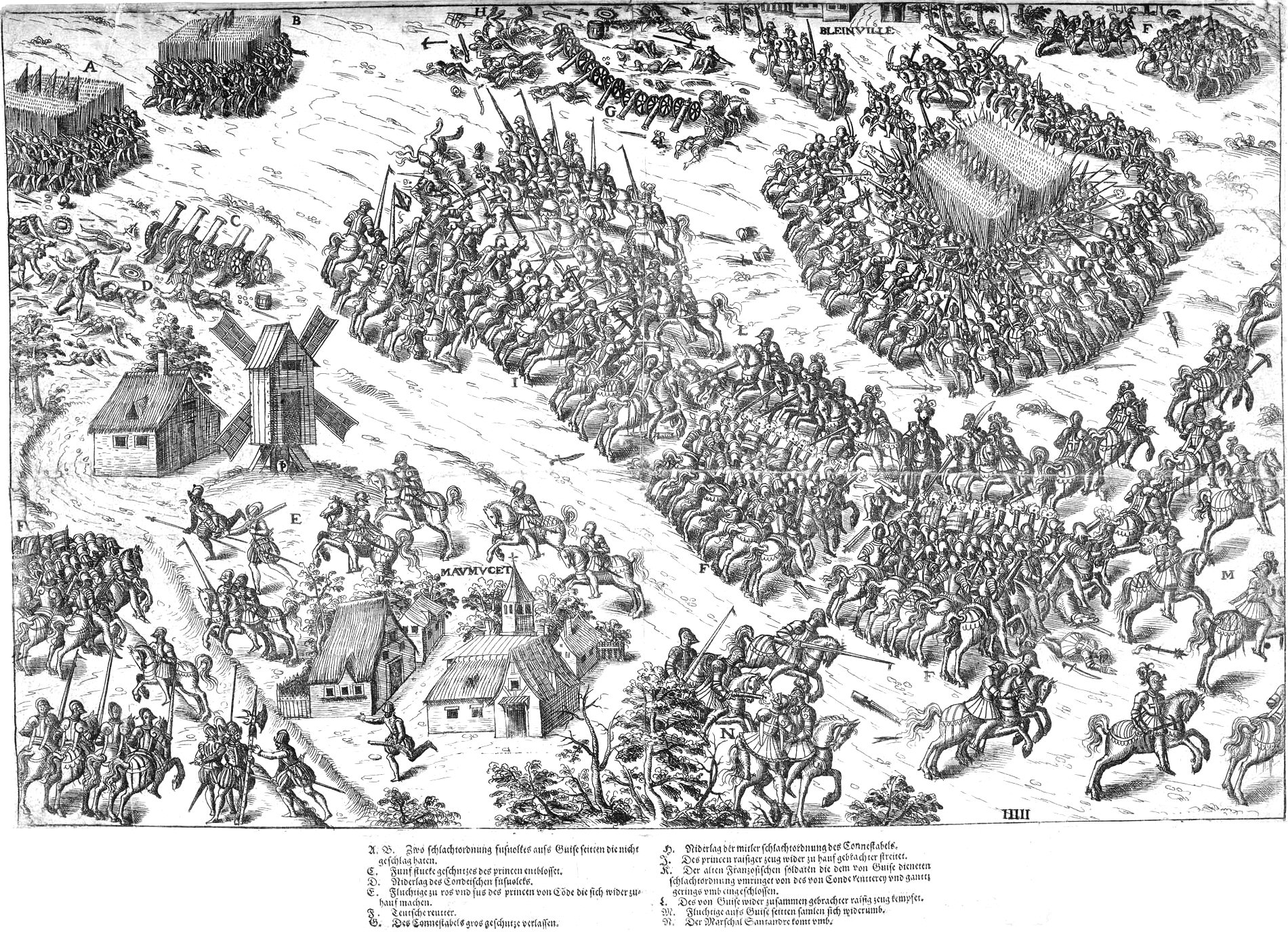
La Batalla de Dreux.

Con Guisa muerto y Condé prisionero, y ambos bandos descabezados, la reina Catalina pudo emprender las conversaciones de paz, que culminaron en el Edicto de Amboise (19 de marzo de 1563), por el cual las ciudades de Ruan, Orleans y Lyon volvieron al control de los católicos. Se garantizó la libertad de conciencia a los hugonotes y se autorizó el culto protestante de puertas adentro para el pueblo llano, y abiertamente en las propiedades de los nobles, abriendo así un periodo de tolerancia civil. París y sus alrededores quedaron, no obstante, vetados a los protestantes.
Esta guerra tuvo duras consecuencias. A causa de la violencia sufrida, ciudades como Ruan, Orleans y Lyon pasarán a ser la sede del catolicismo más intransigente. El final de la guerra induce a muchos católicos a vengarse de los protestantes. Durante 1563 se entablaron muchos pleitos para tratar de condenar a los hugonotes que habían saqueado las iglesias. Al final, la paz impuesta por la reina madre resultó ser muy precaria. El odio de los católicos hacia los protestantes aumentó por la terrible destrucción que estos habían causado en las ciudades. En cuanto a los calvinistas, siguieron convencidos de que se les sometía a una posición subordinada y que era necesario reformar Francia. A pesar de la paz, ninguno de los partidos se desarmó, y los rencores y los deseos de venganza se tradujeron en numerosos asesinatos. Cada bando acusaba al otro de no respetar la paz. Con objeto de cimentar la misma y asegurar la lealtad de los nobles a la Corona, el rey Carlos IX fue declarado mayor de edad en agosto de 1563.

#### Segunda guerra de religión (1567-1568)

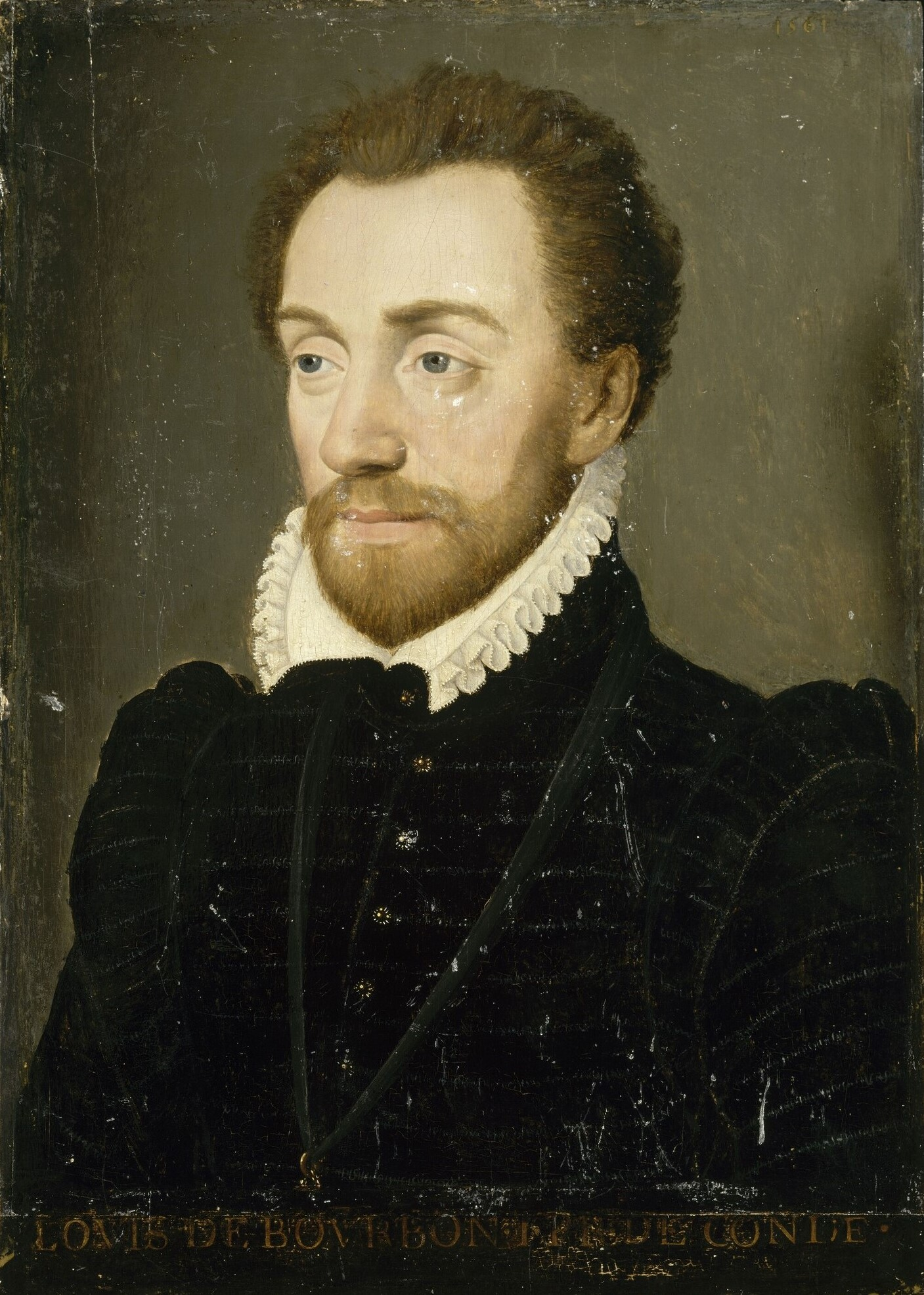
Luis de Condé

Tras cuatro años de paz, el reino se encontraba otra vez al borde del conflicto armado. El reinicio de las hostilidades en 1567 tuvo tres razones: el fracaso de la aplicación del edicto de Amboise en las provincias, las tensiones internacionales y la rivalidad cortesana entre el Príncipe de Condé y el joven hermano del rey, Enrique, duque de Anjou, de apenas dieciséis años. La ascensión del joven príncipe despertó los recelos del ambicioso Condé, que dejó la Corte para hacer patente su disconformidad.
En 1566, una violenta ola iconoclasta cayó sobre iglesias y conventos de los Países Bajos. El ejército español enviado desde el Milanesado a los Países Bajos para reprimir la revuelta se movió a lo largo de la frontera con Francia. La cercanía de esta hueste, potencialmente hostil, reavivó tanto los temores de los hugonotes como los del rey de Francia, quien, para protegerse ante un posible ataque español, reclutó un ejército de mercenarios suizos. La contrata de los suizos multiplicó, a su vez, los temores de los hugonotes que comenzaron a prepararse para una nueva guerra. Ante la represión del Duque de Alba en los Países Bajos, cundió la agitación entre los hugonotes dirigidos por Coligny, que exigieron el apoyo francés a los rebeldes. Sin embargo, la reina Catalina no estaba dispuesta a declarar la guerra a su poderoso yerno, y cuando quedó patente que no toleraría a los reformados que atacaban violentamente a los católicos, los hugonotes empezaron a temer que la reina madre se aliaría con los españoles para acabar con el protestantismo.
La segunda guerra estalló el 28 de septiembre de 1567 al intentar los líderes hugonotes, dirigidos por Condé, apoderarse de la familia real y el cardenal de Lorena en un golpe de mano, la llamada sorpresa de Meaux. La reina madre, confiada en su política de concordia, se sintió ultrajada por el ataque de Condé y decidió castigar duramente a los traidores. Los dos ejércitos se volvieron a enfrentar y otra vez los protestantes fueron derrotados el 10 de noviembre en la Batalla de Saint-Denis, pero el Condestable de Montmorency cayó en el combate. La reina madre nombró entonces a su querido hijo Enrique de Anjou teniente general del ejército, a pesar de las protestas. El joven de 16 años fue incapaz de detener el avance hugonote. Finalmente, el debilitamiento de los dos bandos llevó a la firma de la Paz en Longjumeau el 22 de marzo de 1568. A cambio de licenciar a los mercenarios suizos y volver a imponer sin restricciones el Edicto de Amboise, los hugonotes se comprometieron a retirarse del territorio conquistado.

#### Tercera guerra de religión (1568-1569)

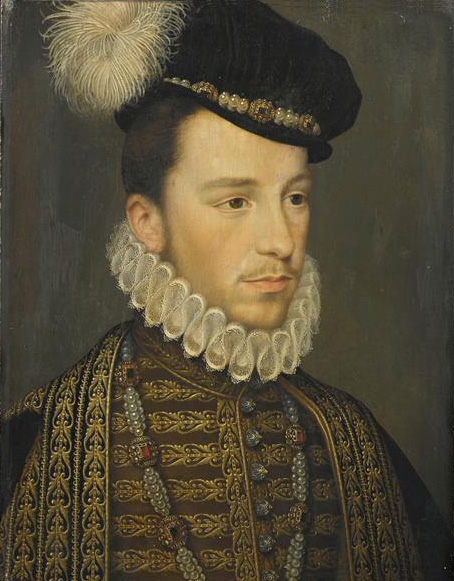
El Duque de Anjou, futuro Enrique III de Francia

La paz de Longjumeau no supuso el fin de los enfrentamientos, ya que los protestantes se negaron a abandonar las plazas que habían conquistado. A medida que la violencia se multiplicaba por todo el reino, quedó de manifiesto que la frágil paz no valía el papel en que fue escrita. A los pocos meses de la tregua, la reina madre trató de anticiparse al enemigo y ordenó detener al príncipe de Condé (28 de julio de 1568), el cual, advertido, huye junto con Coligny. A la espera del estallido de la guerra, la reina hizo pública la Declaración de Saint-Maur, que revocaba todas las concesiones del Edicto de Amboise y prohibía toda religión que no fuera el catolicismo. Por las mismas fechas falleció su hija Isabel de Valois, esposa de Felipe II, con lo que alianza entre España y Francia empezó a tambalearse.
Catalina sobornó al Príncipe de Orange para que saliera de Francia y se abstuviera de ayudar a los hugonotes. El ejército realista, puesto nuevamente a las órdenes de Enrique de Anjou, derrotó a las tropas protestantes en la batalla de Jarnac, el 15 de marzo de 1569. Los hugonotes sufrieron graves pérdidas, entre ellas el fallecimiento de Condé. Gaspar de Coligny se convirtió entonces en el líder de los hugonotes. Recuperó los restos del ejército y se dirigió al sur para reclutar más tropas. Tomó además bajo su protección a los hijos de Antonio de Borbón y Condé: Enrique de Navarra y Enrique de Condé.

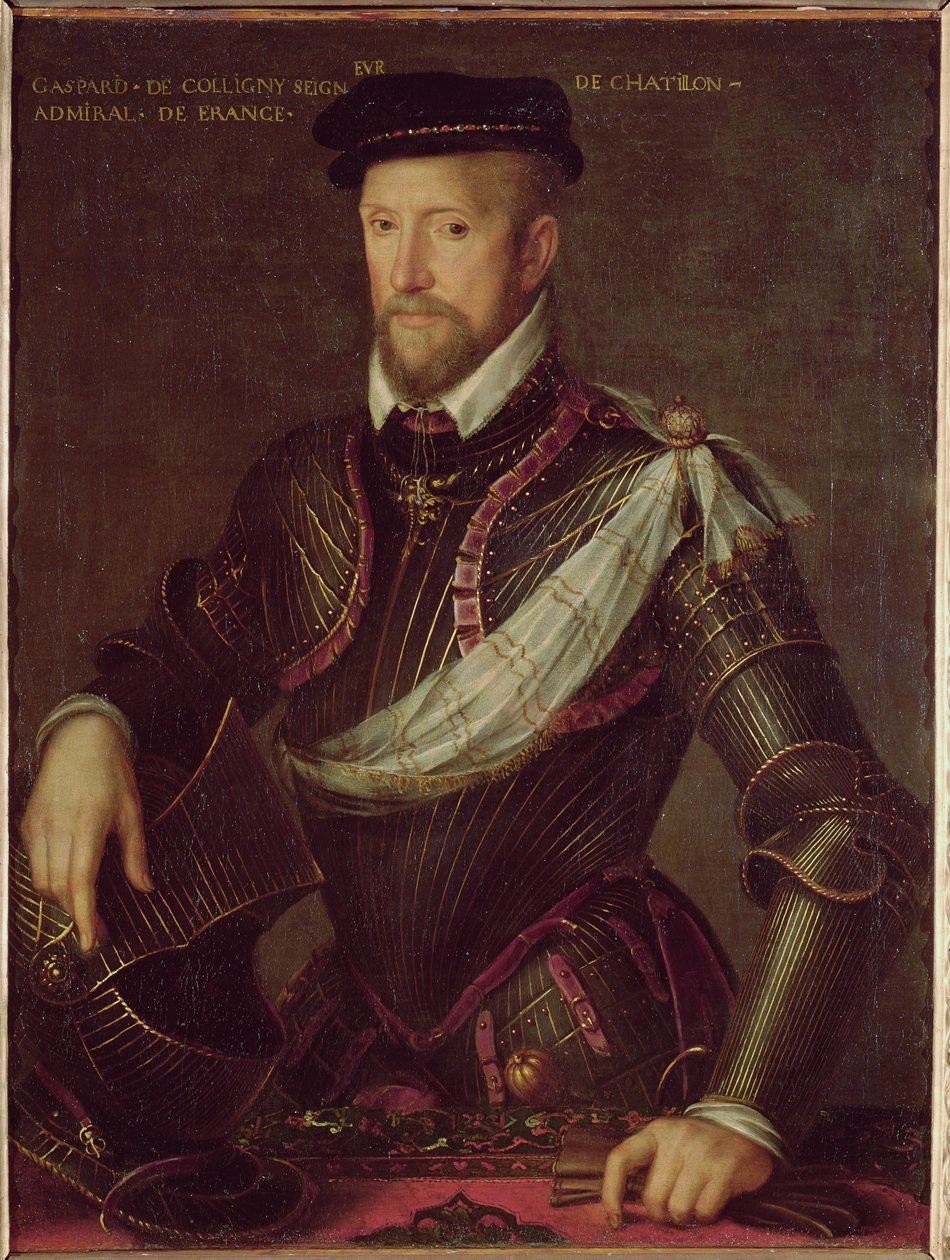
El Almirante Gaspar de Coligny

Con el apoyo de los príncipes protestantes del Sacro Imperio, los hugonotes volvieron pronto a la ofensiva. No obstante, los realistas los derrotaron una vez más en la batalla de Moncontour (3 de octubre de 1569), con lo que los hugonotes se fortificaron en torno a su baluarte de La Rochelle. Las dificultades para reducir a los rebeldes, la falta de fondos, los celos entre el Rey y su hermano del Duque de Anjou, y las divergencias entre la nobleza realista acabaron neutralizando sus progresos y llevaron a la reina madre a intentar una nueva pacificación. Coligny formó el llamado “ejército de los vizcondes”, con nobles del Languedoc, y recuperó la iniciativa militar. El Almirante se encontraba de nuevo marchando hacia París cuando se firmó una nueva tregua, la Paz de Saint-Germain del 8 de agosto de 1570. Este tratado reinstauraba la libertad de conciencia y culto y convertía La Rochelle, Coñac, Montauban y La Charité en plazas francas para los hugonotes. Las propiedades incautadas a los mismos les serían devueltas y finalizaría la discriminación por motivos religiosos en los cargos administrativos y las instituciones del Estado. Ninguna de las partes se sintió feliz con esta nueva paz.

### La guerra de losdescontentos(1572-1580)
En este periodo las guerras de religión parecen más bien un conflicto político llevado por un partido católico moderado, descontento por el reforzamiento del poder real. En cabeza de este movimiento se sitúa el propio hermano del rey, Francisco de Alençon, junto a la alta nobleza católica.

#### Cuarta guerra de religión (1572-1573)

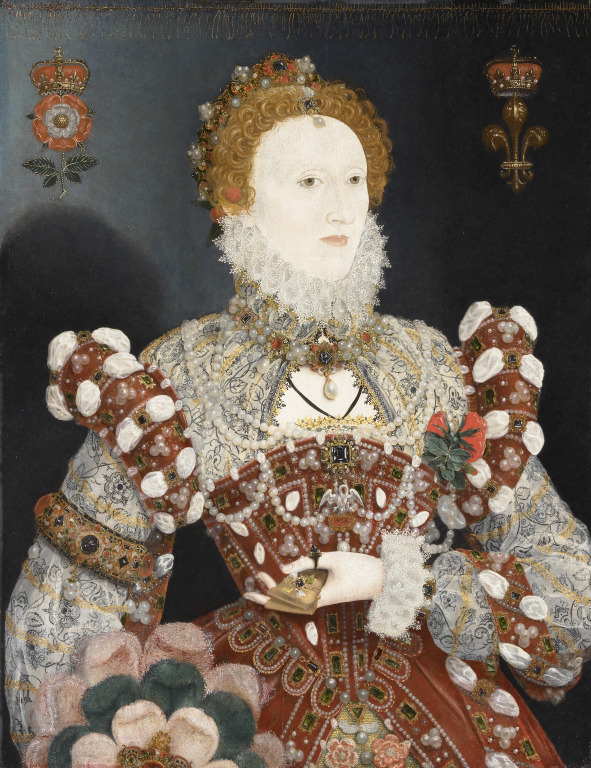
En 1572, Isabel I de Inglaterra se alió con Francia contra España.

Muy posiblemente la reina madre fuera perfectamente consciente de la fragilidad de la paz de Saint-Germain, pero la misma le proporcionaba un tiempo precioso para apuntalar el reino y sentar las bases de una estrategia a largo plazo que permitiera a la dinastía Valois sobrevivir a las guerras de religión y a los embates de la nobleza levantisca. La hermana del Rey, Margot, se convirtió en una pieza fundamental para la estrategia política del reino. Por su parte, Carlos IX casó con Isabel de Austria, hija del emperador Maximiliano II. Respecto a Enrique de Anjou, su proyectada boda con Isabel de Inglaterra fue un fracaso, pero al quedar vacante el trono polaco, Catalina de Medici comenzó a sondear las posibilidades de convertir a su hijo favorito en rey de Polonia. La reina trató asimismo de concertarle a Margot un matrimonio ventajoso para el reino, a pesar de los esfuerzos del Cardenal de Lorena para casarla con su sobrino Enrique de Guisa (con el cual Margot ya mantenía un apasionado romance). En primer lugar se pretendió casarla con Sebastián I de Portugal, pero casi inmediatamente surgió el proyecto de enlazarla con Enrique de Navarra, el hijo de Antonio de Borbón, príncipe de sangre. La reina Juana III de Navarra, que rechazó de plano tal enlace, falleció poco después, al parecer de tuberculosis, si bien la leyenda ha querido que Catalina la envenenara con unos guantes perfumados.
Como resultado de la paz de Saint-Germain, el líder hugonote Gaspar de Coligny pasó a formar parte del Consejo Real. Pronto se ganó la voluntad del joven rey Carlos, deseoso de sacudirse el dominio de su madre. Con el fin de unir a los franceses en una empresa común que pusiera fin a las contiendas civiles, Coligny propuso la renuncia a la alianza con España y la intervención en los Países Bajos en defensa de sus hermanos de fe, los rebeldes holandeses. Comenzó a ayudar clandestinamente a los orangistas con armas y dinero, y cuando un ejército hugonote cruzó en secreto la frontera de Artois, fue patente que el almirante provocaría la guerra por su cuenta para forzar al Rey a romper con España, a pesar de la negativa del resto del Consejo. Para la reina madre quedó claro que suprimir a Coligny era esencial para asegurar la paz con los Habsburgo y la supervivencia del reino. Asimismo, la boda entre Enrique de Navarra y Margot, que debía haber servido para afianzar la paz entre los dos partidos religiosos, no hizo sino agudizar las tensiones. Católicos y protestantes hicieron patente su rechazo frontal al matrimonio de una princesa de Francia con el rey de Navarra. La corte estaba en tensión, y Catalina de Médici no logró obtener el permiso del Papa para este matrimonio excepcional con un hereje. Los prelados franceses dudaban, no sabiendo qué actitud tomar. La reina madre puso en juego toda su astucia a fin de convencer al cardenal de Borbón para que oficiara la boda, lográndolo finalmente mediante un ardid. Margot, sin embargo, no consintió el matrimonio con un protestante, para colmo tan poco atractivo, y fue el propio Rey quien hubo de obligarla a asentir con la cabeza.

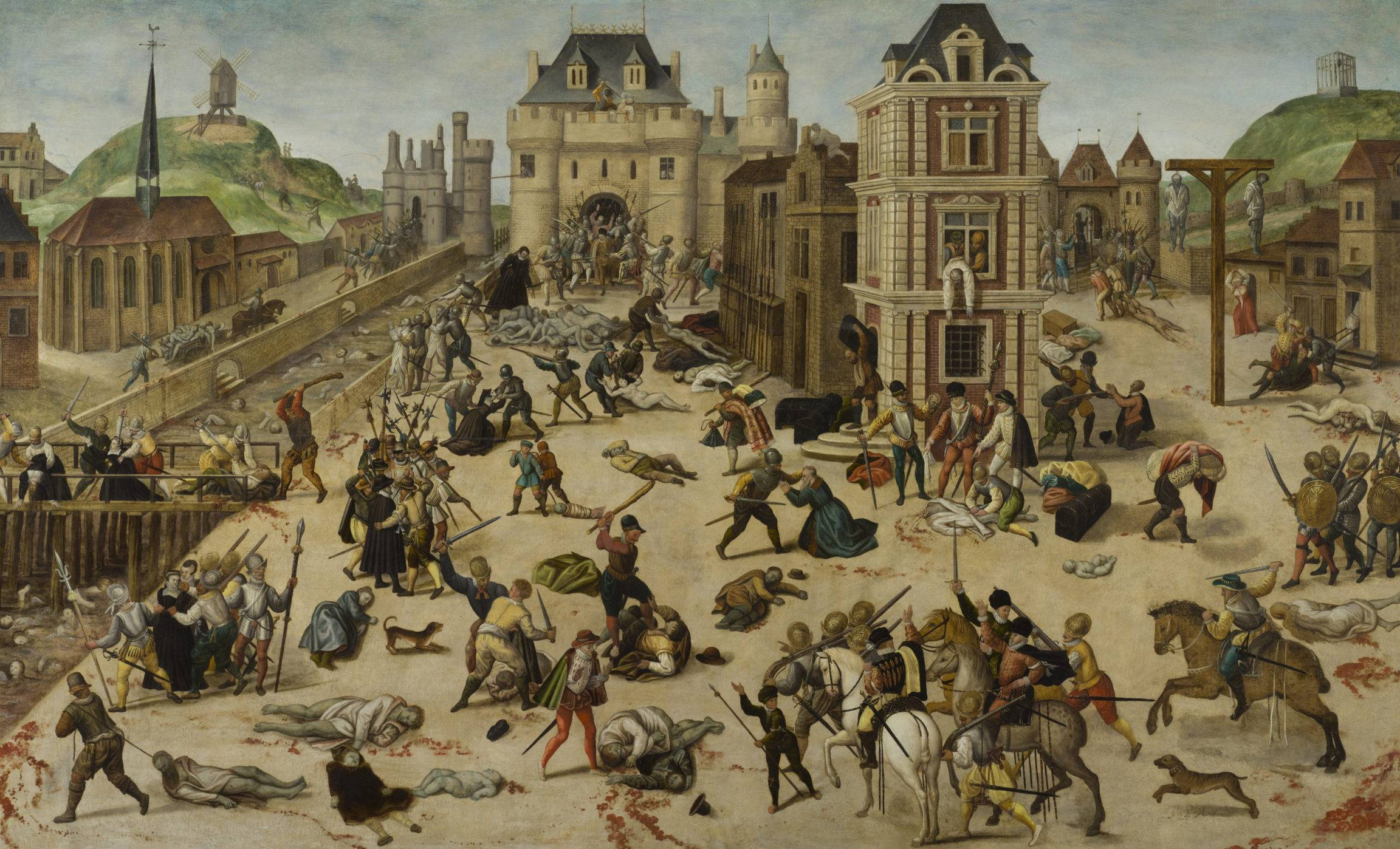
Representación de la Matanza de San Bartolomé (24 de agosto de 1572), por François Dubois.

Por su parte, Coligny seguía reclutando tropas para emprender la guerra nada más consumada la boda. Catalina había logrado que su débil hijo se distanciara del Almirante y su proyectada guerra. El 22 de agosto de 1572, Coligny fue víctima de un atentado orquestado por la reina madre, Anjou y los Guisa, perdiendo el brazo izquierdo de un arcabuzazo. Este atentado encendió a los miles de hugonotes hacinados en la capital aquel caluroso mes de agosto. Consciente del peligro protestante, el rey, desconociendo la implicación de su madre, se entrevistó con Coligny para asegurarle el amparo real. La tensión siguió aumentando, y pronto los facciosos católicos y protestantes comenzaron a chocar entre sí. La noche del 23 de agosto, una multitud de hugonotes se presentó ante el Louvre y las residencias de los Guisa clamando venganza y asegurando que pronto devolverían el golpe. La amenaza hugonote y la investigación iniciada por el rey para esclarecer los hechos que, indefectiblemente, conducía hasta Catalina de Médici, atemorizó a ésta, que actuó a la desesperada. Temiendo por su vida y por la supervivencia de su dinastía, Catalina se entrevistó con el rey y le hizo partícipe del complot que se preparaba, asegurándole que solo descabezando a los hugonotes se podría evitar una guerra civil. Carlos IX decidió eliminar a los cabecillas protestantes, exceptuando a su cuñado Enrique de Navarra y al príncipe de Condé. Pero lo que debía haber sido una operación quirúrgica escapó a los designios de sus autores y se convirtió en una terrible degollina, la Matanza de San Bartolomé, de la que solo escaparon unos pocos hugonotes. La masacre duró 3 días, durante los cuales la familia real, incapaz de detener los asesinatos, se atrincheró en el Louvre, temiendo por sus vidas. Tan terrible matanza, acogida con júbilo por el Papa (mal informado por la Reina Madre) y la Europa católica, no llegó a destruir totalmente el movimiento hugonote, aunque sí alteró la actitud del partido con respecto a los Valois. La reina Catalina hubo de enfrentarse al hecho de que tanto ella como sus hijos se habían ganado el odio eterno de los protestantes. Los líderes hugonotes, Condé y Enrique de Navarra, rehenes en la Corte, fueron obligados a abjurar de su religión. Aun así, la guerra civil había vuelto a estallar.
Los hechos de París desencadenaron acciones similares en Ruan, Orleáns, Burdeos y Tolosa, con un saldo de 10 000 a 15 000 calvinistas asesinados, obligando al partido hugonote a reorganizarse en las provincias del sur y del oeste, y a iniciar un movimiento de aproximación hacia el “partido político”, que creía en la tolerancia como medio indispensable para alcanzar la paz. El fracaso del sitio de la Rochelle por parte del ejército real hace que esta guerra termine relativamente pronto. La reina madre y Carlos IX se afanaron en asegurar la elección de Enrique de Anjou como rey de Polonia, aunque por motivos completamente diferentes: la reina madre, por amor a su hijo, y el rey y sus hermanos, por odio y envidia. Todo ello contribuyó a que en julio de 1573 se firmara un nuevo tratado de paz, el Edicto de Boulogne, por el cual los hugonotes volvían a tener libertad de conciencia en todo el reino, así como de culto en las plazas de La Rochelle, Nîmes y Montauban.
Enrique de Anjou fue elegido finalmente Rey de Polonia el 11 de mayo de 1573. Sin embargo, cuando abandonó de mala gana la Corte para ir a una tierra extraña, era ya evidente que el rey Carlos, cuya salud siempre fue pésima, se moría. En medio de un clima de conspiraciones, la reina madre Catalina hizo que el rey reconociera a Anjou como su presunto heredero, para así evitar cualquier jugada de sus hermanos. El hermano menor del Rey, el Duque de Alençon, codiciaba el trono y formó una camarilla que incluía a su hermana Margot, a los Montmorency, a Condé y a Enrique de Navarra. Pero los talentos de Alençon no estaban a la altura de sus ambiciones, convirtiéndose en un mero instrumento de políticos más agudos, decididos a utilizar al príncipe para acabar con la reina Catalina. Frustrado un torpe intento de esta camarilla para apoderarse de la persona del Rey, Carlos emprendió una ofensiva contra los Montmorency, arrestando a los líderes familiares, lo que resultó en la aparición de un nuevo partido contrario a la Corona, los “políticos”. Finalmente, Carlos IX murió el 30 de mayo de 1574.

#### Quinta guerra de religión (1574-1576)

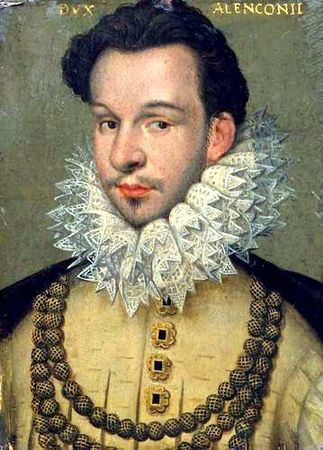
Francisco de Alençon, retratado por Nicholas Hilliard.

Mientras Enrique III huía de Polonia a toda prisa para ocupar el trono de su difunto hermano, comenzó la quinta guerra de religión, con la evasión de Condé de la Corte en la que se hallaba en libertad vigilada desde la Matanza de San Bartolomé. El nuevo Rey fue solemnemente coronado en Reims el 13 de febrero de 1575 con el nombre de Enrique III, y el 15 de febrero se casó con Luisa de Lorena. Aunque despertaba los recelos de sus coetáneos al ser homosexual y sumamente afeminado, Enrique era un político experimentado que comenzó a gobernar con vigor, adoptando una política de represión contra los hugonotes, que, a ejemplo de La Rochelle, habían constituido un Estado independiente en el Languedoc. Sin embargo, la alianza de los hugonotes con el partido de los “políticos” resultó desastrosa para el nuevo monarca. Condé invadió el país desde la frontera con el Sacro Imperio al mando de un ejército mercenario prestado por el conde palatino del Rin, Juan Casimiro, en tanto que el propio hermano del Rey, Alençon, desertó. La defección fue seguida de la huida de Enrique de Navarra a sus estados. Con el reino al borde de la desintegración, la quinta guerra terminó el 6 de mayo de 1576, cuando el rey aceptó signar el humillante Edicto de Beaulieu, con tal de conservar el trono. Enrique III echó toda la culpa de semejante catástrofe a su madre y a su hermano, y jamás los perdonaría. Los 63 artículos del mismo fueron el mayor triunfo de los hugonotes hasta la fecha. Alençon, cuya deserción puso en jaque al rey Enrique, recibió numerosos títulos y propiedades, incluyendo el ducado de Anjou. La matanza de San Bartolomé fue condenada, y Coligny y los hugonotes muertos, rehabilitados. Sus viudas y huérfanos recibieron pensiones reales durante 6 años. Los protestantes pasaban a tener ocho plazas fuertes, y Enrique de Navarra recibió la lugartenencia de la Guyena. Francia se comprometió a pagar las soldadas de los mercenarios de Condé, y el conde palatino del Rin recibió propiedades en Francia y una asignación de 40 000 libras anuales. Finalmente, el rey se comprometió a convocar los Estados Generales antes de seis meses.

#### Sexta guerra de religión (1576-1577)
Sintiéndose humillados y traicionados por la debilidad del Rey, los católicos constituyeron un verdadero partido político, la Liga Católica, que imitó la organización y las tácticas empleadas con tanto éxito por los hugonotes. En vísperas de la reunión de los Estados Generales, su objetivo era obligar al Rey a subordinarse a sus dictados. Pero al ver que los tres estamentos representados estarían dominados por fanáticos católicos, tanto los hugonotes como los “políticos” se negaron a considerar válida la reunión. Enrique de Guisa, que había apoyado tácitamente a la Liga, comenzó a ser considerado por los católicos su paladín, y como descendiente directo de Carlomagno, el hombre más indicado para acabar con la corrupta dinastía Valois, ocupar el trono de Francia y acabar con la herejía. Sin embargo, esta propaganda resultó contraproducente, al servir tan solo para reconciliar al Rey con su hermano Alençon, ahora duque de Anjou, quienes aplacaron su mutuo odio para evitar la hegemonía de los Guisa.
En la reunión de los Estados Generales el rey decidió ponerse a la cabeza de la Liga, comprometiéndose, en su condición de "Rey Cristianísimo", a luchar contra los hugonotes. El monarca se negó asimismo a aceptar las exigencias de los Estados o a ceder un ápice de su soberanía. Pero, por su parte, los Estados no entregaron ni un céntimo al Rey para financiar la guerra, de modo que Enrique invitó en vano a los líderes hugonotes a discutir la situación. La Sexta guerra fue breve, pero el duque de Anjou se distinguió por sus matanzas ganándose el odio eterno de los hugonotes, para satisfacción del Rey y la reina madre, conscientes de que el presunto heredero del trono ya nunca podría unirse a sus antiguos aliados. Finalmente, el conflicto concluyó con la Paz de Bergerac del 17 de septiembre de 1577 y con el Edicto de Poitiers del 8 de octubre, que confirmaba la Paz de Bergerac, restringía las condiciones del culto protestante y acababa con las humillaciones más notables del Edicto de Beaulieu.
En tanto que la reina madre emprendía un viaje de apaciguamiento por el sur de Francia, el rey Enrique y su hermano aprovecharon la ocasión para reanudar su enemistad. Anjou pretendía hacerse rey de los Países Bajos, lo que hubiera significado la guerra con España, y las violentas riñas entre los partidarios de ambos ensangrentaron la Corte. Finalmente, Anjou protagonizó en 1578 una inútil e ignominiosa incursión en los Países Bajos, que indispuso a Felipe II de España con el rey de Francia. Finalmente, la proyectada boda de Anjou con Isabel de Inglaterra fracasó momentáneamente, ante el rechazo del pueblo y la Corte.

#### Séptima guerra de religión, oguerra de los enamorados(1579-1580)
En 1579 estalló nuevamente el conflicto, afortunadamente con baja intensidad, cuando los escándalos sexuales de Margot, la esposa de Enrique de Navarra en Nérac, llegaron a oídos del rey Enrique, que removió la herida con sus comentarios sarcásticos. Estas provocaciones y las continuas incursiones católicas provocaron la ofensiva de los protestantes descontentos con la última paz. La breve y absurda guerra concluyó, entre la indiferencia general, con la toma de Cahors por Enrique de Navarra y la Paz de Fleix, el 26 de noviembre de 1580, que prorrogaba seis años los privilegios de las plazas fuertes de los protestantes.
Entretanto, la muerte del rey Sebastián de Portugal enfrió las relaciones con España al reclamar Catalina el trono de este país por encima de los derechos sucesorios de Felipe II. Anjou, proclamado "protector de la libertad de los Países Bajos", convenció a Enrique III para que ayudara a los rebeldes sitiados en Cambrai, a la vez que trataba de implicar abiertamente a Inglaterra en el conflicto. Tras fracasar definitivamente en sus proyectos de boda con Isabel I, Francisco de Anjou entró en Amberes como nuevo señor de los Países Bajos. Su impopularidad solo se vio superada por la frustración que le suponía ser un soberano desposeído, un figurón carente de poder en manos de Guillermo de Orange. Tras intentar tomar su propia capital por la fuerza, y fracasar estrepitosamente ante los tercios españoles dirigidos por Alejandro Farnesio, Anjou enfermó y retornó a París, reconciliándose con Enrique III antes de morir el 19 de junio de 1584. Mientras, las expediciones enviadas por la reina madre para expulsar a los españoles de Portugal fueron otro completo fracaso.

### La ofensiva católica (1580-1598)
En el tercer y último periodo los católicos, aliados con España, tratan de expulsar a los protestantes del reino. La última fase de las guerras de religión fue la más sangrienta de todas, una verdadera guerra a gran escala, con la intervención directa de potencias extranjeras y continuas matanzas azuzadas por los odios acumulados de 20 años de conflicto.

#### Octava guerra de religión oguerra de los tres Enriques(1585-1598)

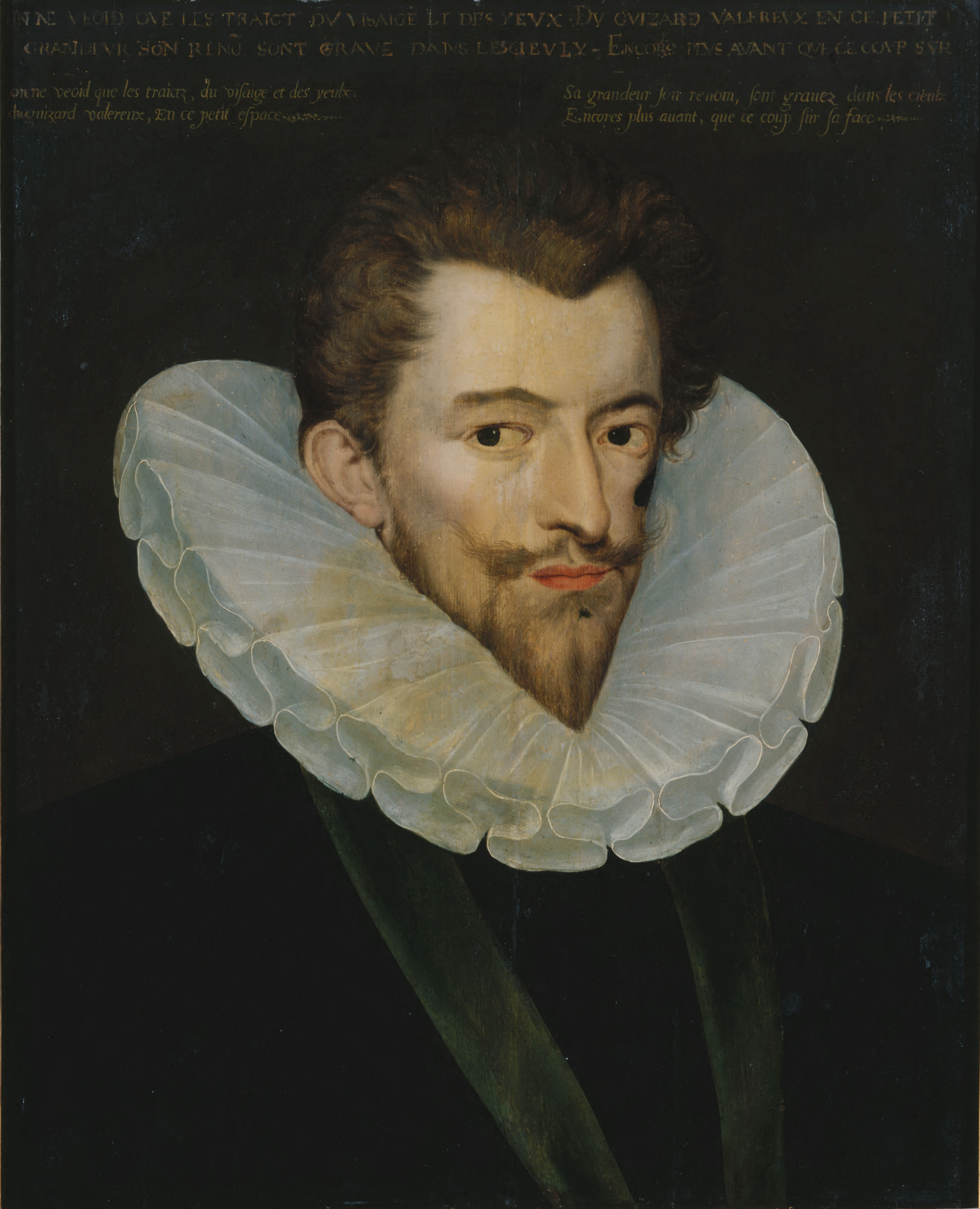
El duque Enrique de Guisa en 1588.

La situación aún se complicaría más cuando se hizo patente que Enrique III no tendría descendencia. Al morir Anjou se produjo una terrible crisis dinástica, ya que la corona correspondía legítimamente al hugonote Enrique de Navarra, en su condición de primo de Enrique III en vigésimo primer grado y descendiente directo de Roberto de Clermont, sexto hijo de Luis IX de Francia. Enrique III dejó claro que reconocía al Borbón por sucesor suyo (esperando que se reconvirtiera al catolicismo), pero la Liga Católica no reconoció sus derechos, sino los de su tío el anciano Cardenal de Borbón.
Estalló entonces la más larga y encarnizada de todas las guerras de religión, la conocida como "guerra de los tres Enriques”, puesto que en ella combatieron Enrique III, Enrique de Navarra y Enrique de Guisa. Frente a los hugonotes aliados con la Corona, la Liga Católica contaba con el apoyo militar y financiero de España y, tras el fracaso del intento de la reina madre para negociar con Guisa, la Liga se hizo pronto con el control de todo el norte y el noroeste de Francia, amenazando París. Enrique III, atrapado, se avino a firmar el Tratado de Nemours, el 7 de julio de 1585, por el que revocaba todos los anteriores edictos de tolerancia y prohibía el protestantismo. Enrique de Navarra, al ser un hereje, quedaba excluido de la sucesión al trono. Además, la Liga se apoderó de numerosas ciudades.
Enrique de Navarra, apoyado militarmente por el Palatinado y Dinamarca, se convenció de que solo una victoria decisiva sobre los Guisa podría devolverle su lugar en la sucesión. El conflicto se agudizó a raíz de la ejecución de María Estuardo en febrero de 1587. Decidido a acabar con Inglaterra, Felipe II necesitaba una Francia pacificada para emprender su campaña contra Isabel Tudor. Sin embargo, las fuerzas católicas dirigidas por los favoritos del Rey fueron derrotadas, y la Liga exigió la entrada en vigor de lo acordado en Nemours, así como la publicación de las disposiciones conciliares de Trento, la introducción de la Inquisición y la confiscación de bienes de los protestantes para sufragar la guerra. Los enfrentamientos entre católicos y hugonotes se endurecieron con la alianza entre los protestantes y los rebeldes neerlandeses alzados contra España, y la de los católicos de la Liga con Felipe II de España. Despreciado por España y por la Liga, Enrique III fue incapaz de mantener su autoridad y debió huir de París tras el Día de las barricadas, el 12 de mayo de 1588. Guisa se hizo con el control de la capital, apoyado por la población. Finalmente, Enrique III aceptó las exigencias de la Liga (5 de julio de 1588) a cambio de que rompiera de inmediato su alianza con España. El acta de Unión publicada el 21 de julio amnistiaba a los participantes en el "Día de las barricadas", reconocía al Cardenal de Borbón como heredero del reino, nombraba a Guisa teniente general y concedía tierras y beneficios al clan y sus partidarios.

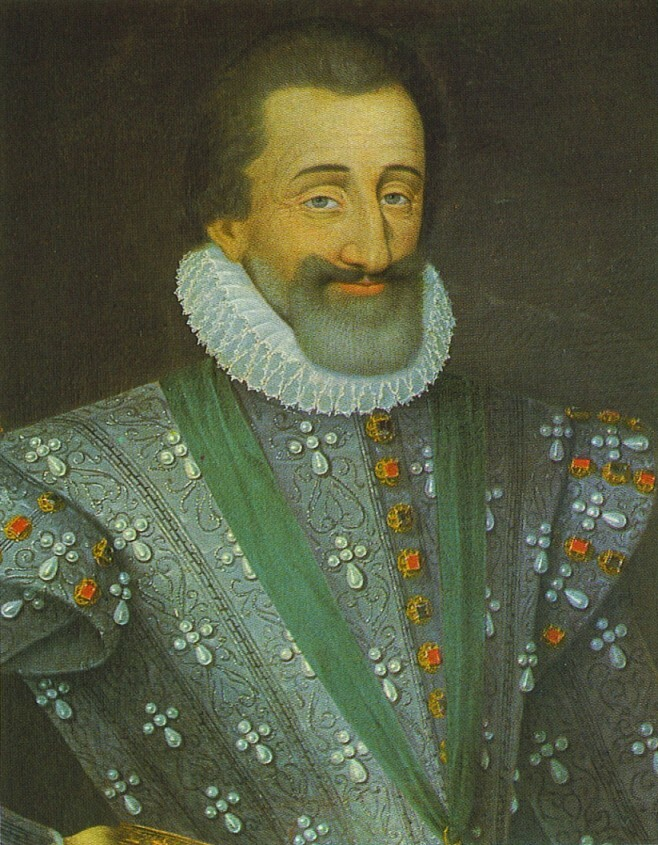
Enrique IV en la última década del.

Pero el fracaso de la Armada Invencible infundió nuevos ánimos en el rey y el partido de los “políticos”, en tanto que los Guisa sufrían un duro revés. Enrique III, envalentonado, trató de someter a la Liga y ordenó el asesinato de Enrique de Guisa durante la reunión de los Estados en Blois. Guisa murió el 23 de diciembre de 1588 a manos de la guardia real, y a continuación fueron encarcelados el hermano del Duque, el cardenal Luis II de Guisa (asesinado poco después) y toda su camarilla. Los cadáveres de los Guisa fueron incinerados en una estufa del Castillo de Blois para evitar que las tumbas de los "mártires" se convirtieran en objeto de veneración de la Liga Católica. Unos días después, el 5 de enero de 1589, moría la reina madre Catalina de Médici y el rey volvía a aliarse con Enrique de Navarra para combatir a los Guisa. Tras varios meses de sangriento conflicto, el 1 de agosto Enrique III fue asesinado por el fraile dominico Jacques Clément mientras intentaba ocupar París. El jefe de los hugonotes, Enrique de Navarra, se convirtió así en rey de Francia con el nombre de Enrique IV.
Con la desaparición violenta del monarca, la guerra civil francesa entró en su última etapa: la lucha por la sucesión al trono de Francia y la reconquista del reino. La Liga proclamó al Cardenal de Borbón como Carlos X, pero poco después fue capturado por Enrique IV. Los papeles se invirtieron, y los hugonotes se convirtieron en legitimistas, pasando a defender el derecho hereditario y la autoridad real, unidos a los politiques y a los realistas que apoyaban al Borbón, exaltando la soberanía del rey y la necesidad de obediencia. La Liga, por otro lado, hizo suyos los temas del derecho a la resistencia y de la soberanía popular difundidos por los hugonotes. España intervino activamente, decidida a evitar el ascenso al trono francés de un hereje y a promover la candidatura de la infanta Isabel Clara Eugenia, hija de Felipe II e Isabel de Valois. Tras cuatro años de lucha, la conversión de Enrique IV al catolicismo el 25 de julio de 1593, donde pronunció la famosa frase "París bien vale una misa", le abrió las puertas de la capital el 22 de marzo de 1594 y le permitió alcanzar una tregua con la Liga. Enrique IV mantuvo aún una guerra contra Felipe II, que comenzó con algunas victorias españolas, como en el asedio de Doullens en julio de 1595 y en Calais en abril de 1596, pero la derrota española en Amiens el 25 de septiembre de 1597 propició el 2 de mayo de 1598 la Paz de Vervins. El problema religioso quedó zanjado con el Edicto de Nantes, el 13 de abril de 1598, en el que se recogían todas las disposiciones relativas a la tolerancia religiosa que se habían acordado anteriormente, y que entró al fin plenamente en vigor.